# Schultesia angustifolia
Schultesia angustifolia är en gentianaväxtart som beskrevs av August Heinrich Rudolf Grisebach. Schultesia angustifolia ingår i släktet Schultesia och familjen gentianaväxter. Inga underarter finns listade i Catalogue of Life.